# Pochod na Washington za práci a svobodu

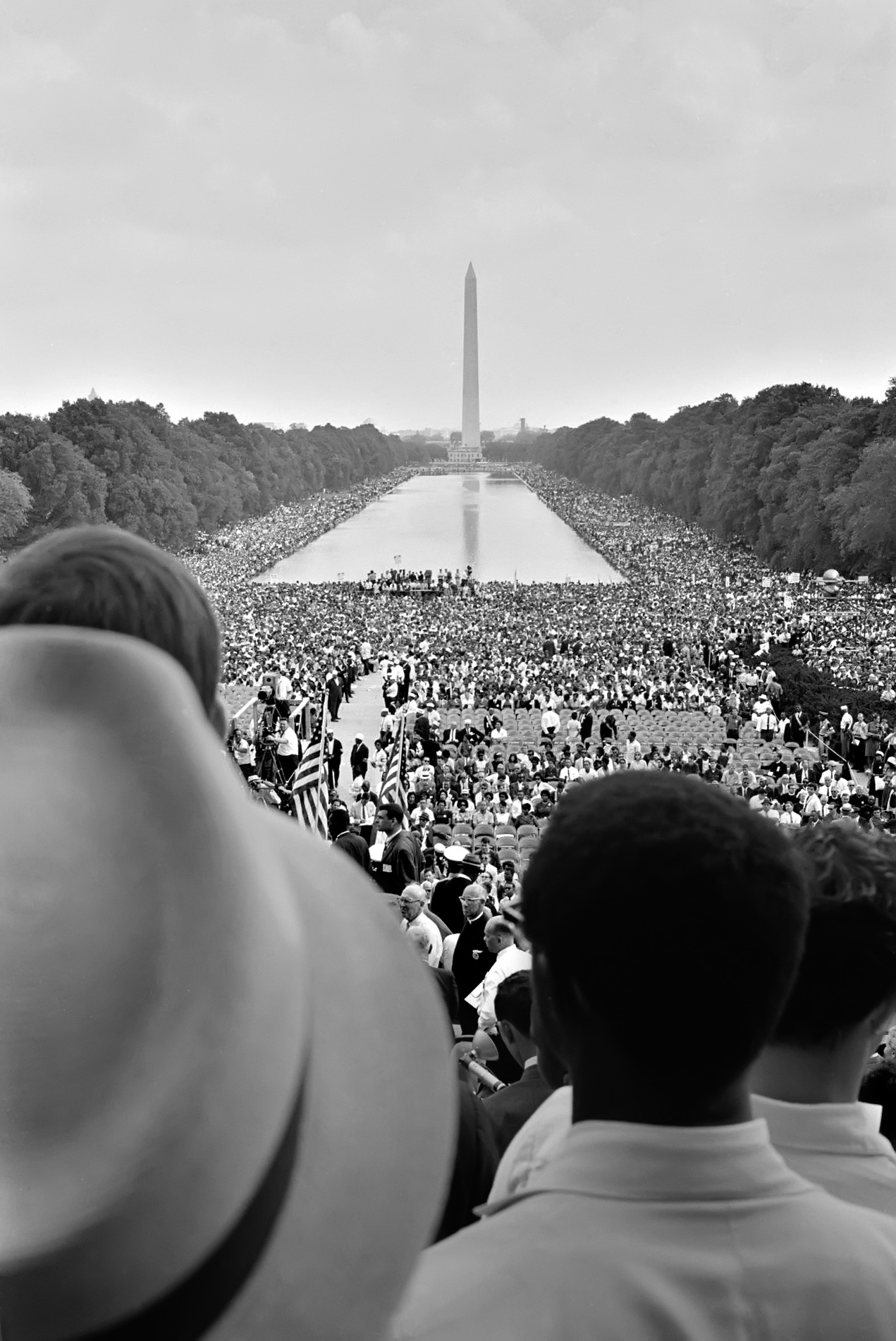
Pochod na Washington za práci a svobodu (pohled od Lincolnova památníku)

Pochod na Washington za práci a svobodu (anglicky March on Washington for Jobs and Freedom nebo The Great March on Washington, jak uváděly zvukové nahrávky po události) byl jednou z největších politických manifestací za lidská práva v historii Spojených států, požadující občanská a ekonomická práva pro Afroameričany. Shromáždění se uskutečnilo ve středu 28. srpna 1963 před washingtonským Lincolnovým památníkem, kde Martin Luther King přednesl památný projev „I Have a Dream“, v němž obhajoval rovnost ras a konec diskriminace.
Pochod pořádaly občanskoprávní, pracovní a náboženské organizace s hlavní myšlenkou „práce a svobody“. Počet účastníků se pohyboval mezi 200 až 300 tisíci osob. Pozorovatelé odhadli, že 75–80 % demonstrujících tvořili černoši, zbytek představovali běloši a neafroamerické minority.
Pochod je spojován s následným úspěšným prosazením Zákona o občanských právech (Civil Rights Act, 1964) a Zákona o volebním právu (Voting Rights Act, 1965), které zlepšily postavení menšin.

## Pozadí a organizace

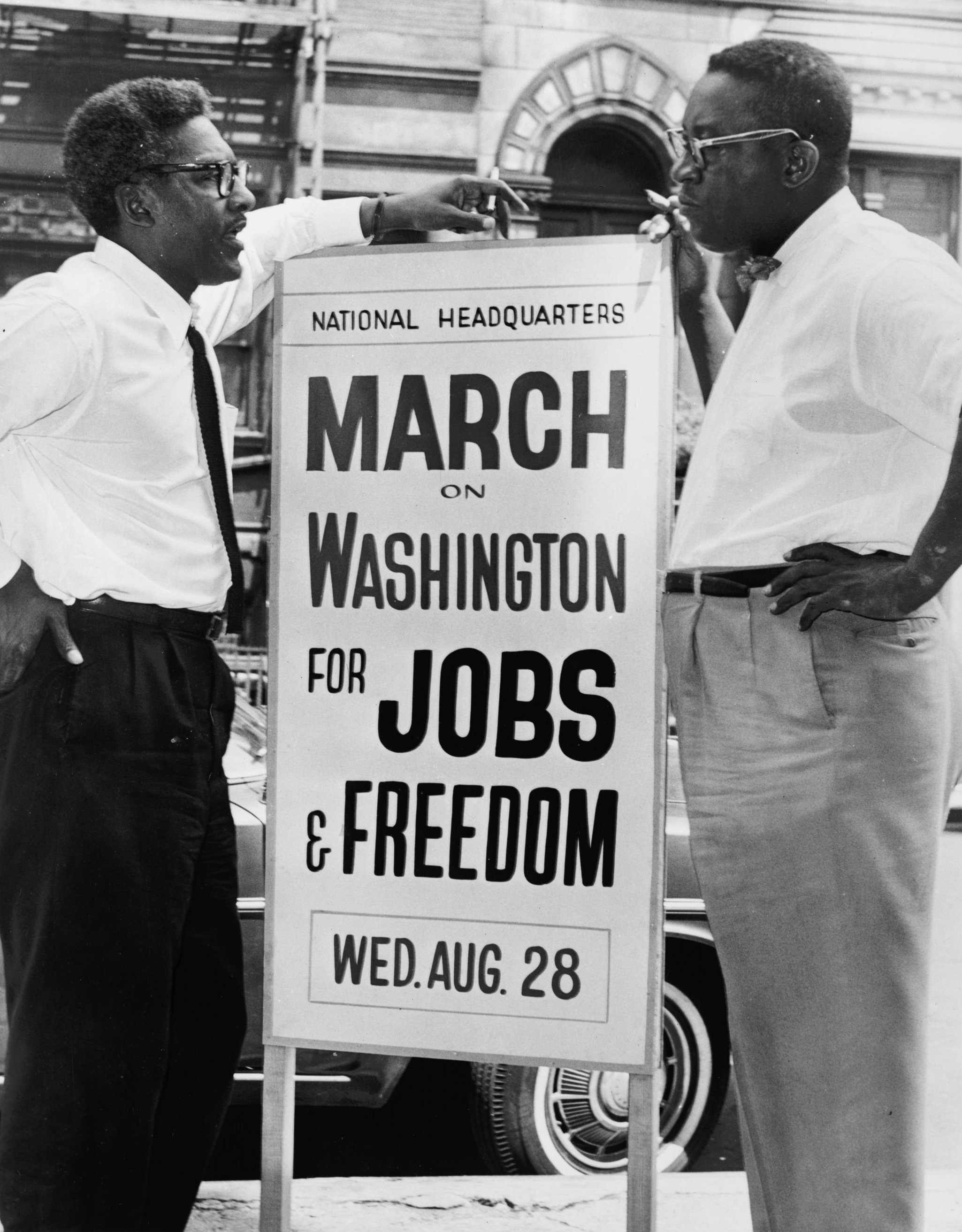
Bayard Rustin (vlevo) a Cleveland Robinson, organizátoři pochodu, 7. srpna 1963

Pochod inicioval a naplánoval A. Philip Randolph, prezident organizací Brotherhood of Sleeping Car Porters a Negro American Labor Council, a současně viceprezident American Federation of Labor and Congress of Industrial Organizations (AFL-CIO, Americké federace práce a Kongresu průmyslových organizací). Podobné shromáždění již plánoval v roce 1941. Hrozba demonstrace tehdy přesvědčila amerického prezidenta Franklina D. Roosevelta k založení Výboru pro spravedlivé postupy v zaměstnání (Committee on Fair Employment Practice) prostřednictvím prezidentského nařízení (Executive Order 8802) a přispěla k zákazu diskriminace zaměstnávání v obranném průmyslu.
V politickém smyslu se na uskutečnění pochodu podílela koalice organizací a jejich lídrů, včetně Jamese Farmera, prezidenta Kongresu pro rasovou rovnost (Congress of Racial Equality), Johna Lewise, předsedy Koordinačního výboru pro nenásilné aktivity studentů (Student Nonviolent Coordinating Committee), Martina Luthera Kinga, prezidenta Southern Christian Leadership Conference, Roye Wilkinsa, prezidenta Národní asociace pro podporu barevných lidí (NAACP, National Association for the Advancement of Colored People) a konečně Whitneyho Younga, prezidenta Národní městské ligy (National Urban League).
Vlastní aktivizaci a logistiku akce měl ve své gesci náměstek ředitele Bayard Rustin, veterán v oblasti občanských práv a organizátor Cesty usmíření (Journey of Reconciliation) z roku 1947, která se stala prvním pochodem za svobodu. Rustin byl dlouholetým spolupracovníkem Randolpha i Martina L. Kinga.
Mezi občanskoprávními aktivisty však pochod nenašel jednotnou podporu. Někteří, včetně Rustina, jenž přivedl na čtyři tisíce dobrovolníků z New Yorku, byli znepokojeni nad možností vypuknutí násilí, které mohlo ohrozit probíhající legislativní proces a poničit obraz hnutí v zahraniční. Mluvčí amerického sdružení muslimů černošského původu Islámského národa, kterým byl Malcolm X, pochod odsoudil, když jej označil za „frašku na Washington“.
Samotní organizátoři pochodu se neshodovali v jeho účelu. Organizace NAACP a Urban League v něm spatřovaly gesto podpory pro návrh zákona o občanských právech předložený administrativou Johna F. Kennedyho. Randolph, King a Southern Christian Leadership Conference (SCLC) jej spíše, než jako podporu Kennedyho návrhu, považovali za vyzdvižení občanskoprávních a ekonomických témat na úroveň celonárodních otázek. Organizace Kongres pro rasovou rovnost a Koordinační výbor pro nenásilné aktivity studentů v pochodu viděly způsob, jak odsoudit nečinnost Kennedyho kabinetu a jeho nedostatečnou podporu lidským právům pro Afroameričany.

## Pochod

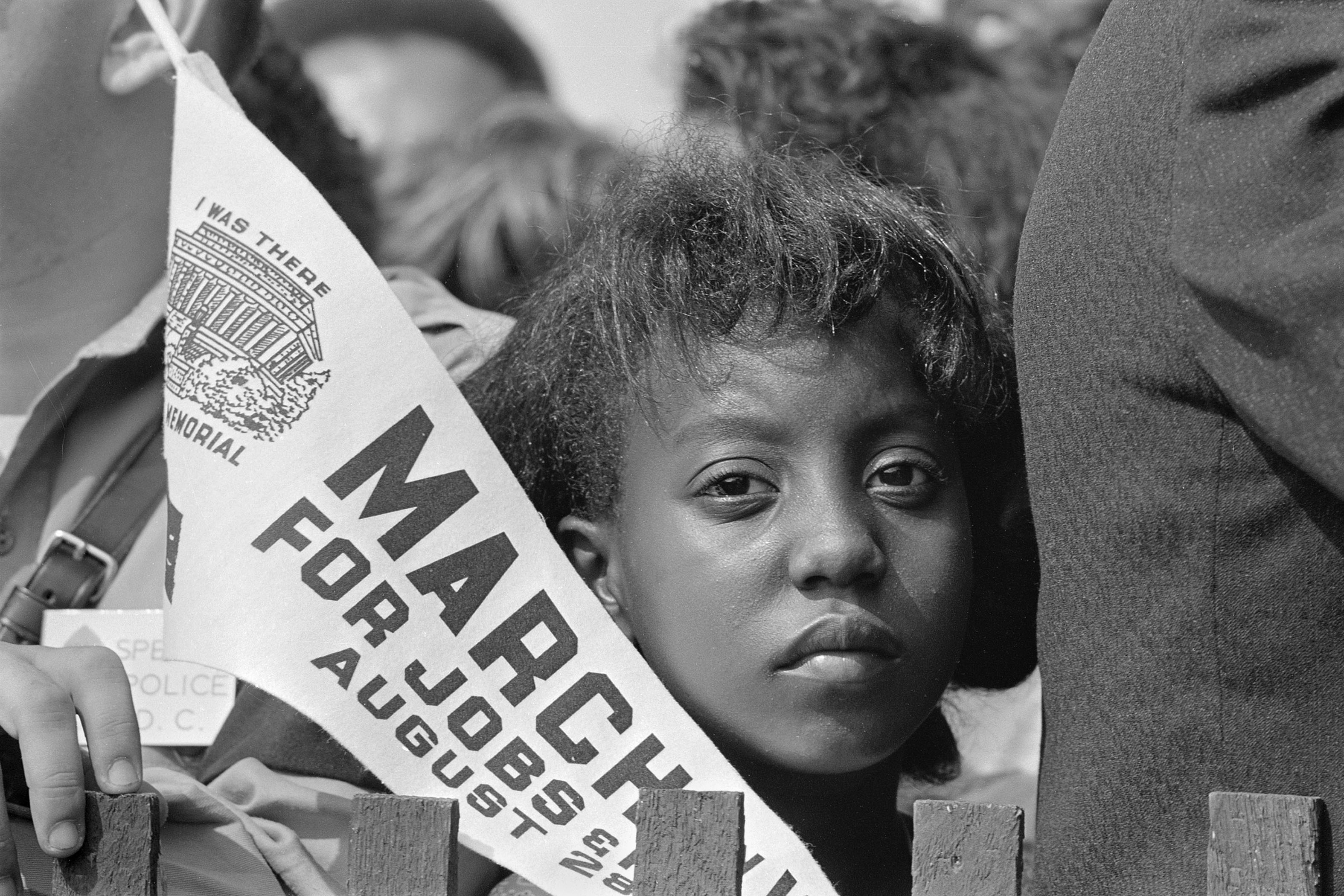
Demonstrantka během pochodu

Dne 28. srpna 1963 bylo vypraveno více než 2 000 autobusů, 21 charterových vlaků, 10 charterových letadel, k nimž se na cestu do americké metropole Washingtonu, D.C. připojilo bezpočet osobních vozů. Všechny letadla, vlaky a autokary byly naplněny.
Pochod započal u Washingtonova monumentu a skončil u Lincolnova památníku, kde vystoupili řečníci a hudebníci. Plánovaný čas začátku se zpozdil pro schůzku vůdců demonstrace s členy amerického Kongresu. K překvapení lídru se účastníci shromáždění vydali na cestu bez nich.
Pochod z roku 1963 podnítil následné výroční demonstrace, které se konaly každých pět let. Nejznámějšími z nich se staly shromáždění u příležitosti 20. a 25. výročí. Ústředním motivem pochodu 25. výročí bylo heslo „We Still have a Dream…Jobs*Peace*Freedom“ (Stále máme sen … Práci*Mír*Svobodu).

## Řečníci

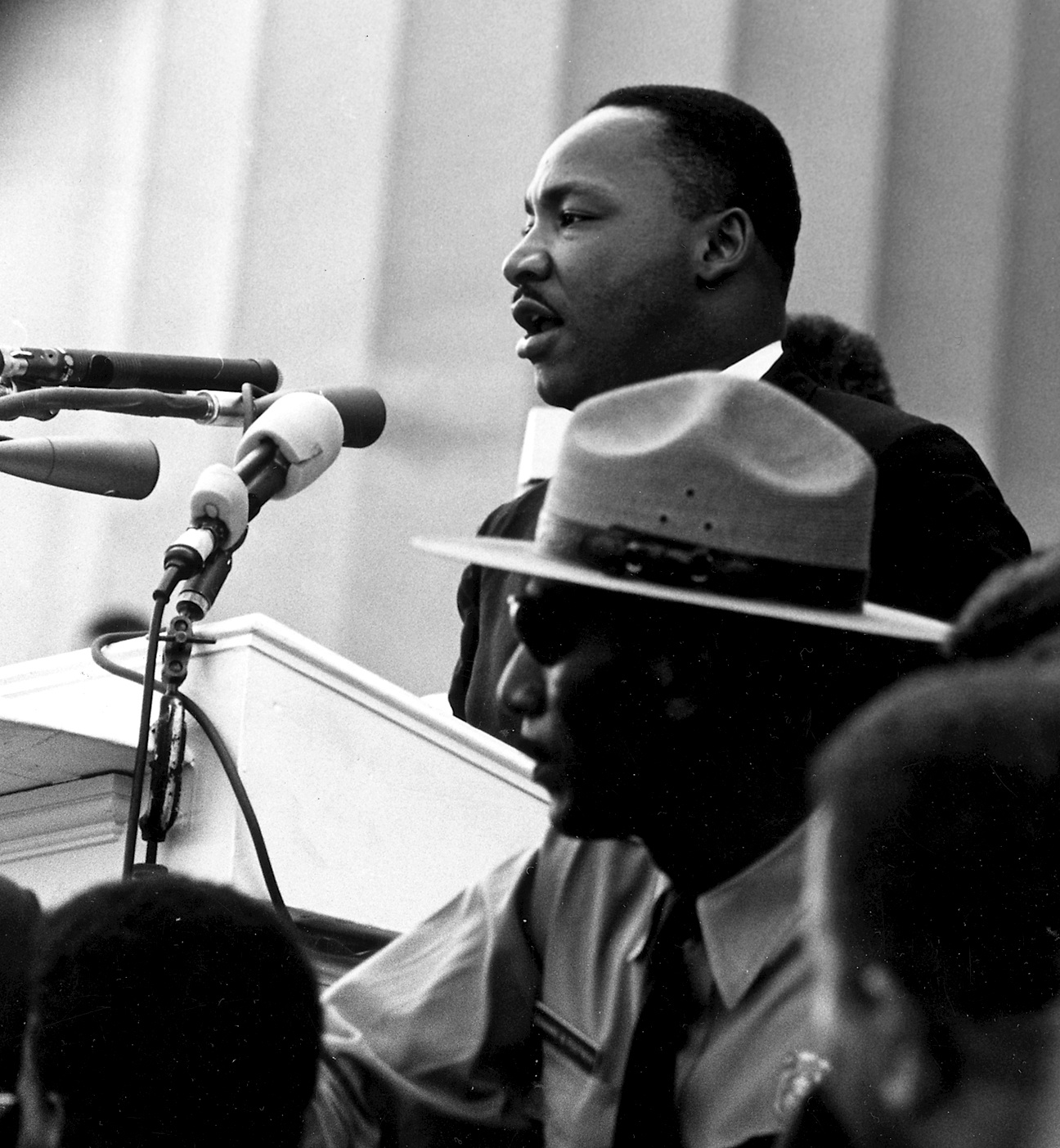
Martin Luther King přednesl projev „I Have a Dream“

Zástupci každé pořádající organizace vystoupili s projevem před shromážděnými davy u Lincolnova památníku. Mezi řečníky byli vůdci všech šesti občanskoprávních organizací, kteří získali přezdívku „Big Six“ (Velká šestka), dále řeč vyslovili zástupci katolického, protestantského a židovského vyznání a dělnický předák Walter Reuther. Žádná z oficiálních mluvčí nebyla z řad žen. Josephine Bakerová vystoupila pouze při zahájení. Účast v oficiální programu měla být omezena na Myrlie Eversovou, která se však nemohla dostavit.
Poslední projev, jenž se stal známý jako „I Have a Dream“ vyslovil Martin Luther King. Živě jej přenášely televizní stanice a následně byl považován za nejpůsobivější okamžik celého pochodu. Postupem doby byl oceněn jako špičkový rétorický výkon a jeho záznam se stal součástí Národního registru nahrávek (National Recording Registry).

## Hudebníci
Gospelová umělkyně Mahalia Jackson zazpívala skladbu „How I Got Over“. Písničkář Bob Dylan přednesl několik hitů, včetně „Only a Pawn in Their Game“ a „When the Ship Comes In“, při kterém se k němu připojila kolegyně Joan Baez. Ta předtím vystoupila s několika verzemi šlágrů „We Shall Overcome“ a „Oh Freedom“. Peter, Paul and Mary zazpívali skladbu „If I Had a Hammer“ a Dylanovku „Blowin' in the Wind“. Mezi interprety byla také zpěvačka Marian Andersonová.